# 1号電子決済手段
1号電子決済手段（）は不特定の者を相手方とする決済利用と売買が電子的に可能な通貨建資産のうち、有価証券・電子記録債権・前払式支払手段・これらに類する指定物・特定信託受益権を除いたものである。

## 概要
1号電子決済手段は「通貨とペグされ、自由に決済利用と売買ができ、現金化もできる電子マネー」に近い概念である。資金決済法 2 条 5 項 1 号にて定義されている（⇒ #定義）。厳格な規制を受ける発行者によって発行され、保有者が自由に支払いに使ったり他のユーザーと売買し、保有者の請求に従って発行者が額面額の通貨で償還する（⇒ #発行と償還）。2025年時点ではブロックチェーンを用いたデジタルマネー類似型ステーブルコインとして実装されることが想定されている（⇒ #実装）。

## 定義
1号電子決済手段は資金決済法 2 条 5 項 1 号により以下のように定義される：
1号電子決済手段は資金決済法 2 条 5 項が定める4類型の電子決済手段のうちのひとつである。

## 特性
「通貨建資産」という要件により、1号電子決済手段は額面金額分の通貨と同じ財産的価値を持つことが強く期待される。これは暗号資産と対照的である。
また「不特定の者」という要件により、1号電子決済手段は通貨のようなP2P型の自由な流通が保証される。たとえ発行者であっても、特定の店での決済を禁止したり現金化を阻んだりすることはできない。

## 発行と償還
1号電子決済手段の発行と償還は為替取引に該当する。そのため厳格な規制が整備されている。
2025年現在の法制では、1号電子決済手段は資金移動業者により発行されると想定される。形式上は銀行も発行可能だが、現時点では実施へ向けた環境整備はなされていない。
発行された1号電子決済手段は不特定の者によって自由に取引・保有される。そして保有者からの請求に従って発行者が額面額の通貨で償還する。

## 実装
1号電子決済手段はP2P型の自由な流通を要件とするため、発行者にはこれを実現できるシステムの提供が求められる。2025年時点ではパーミッションレス型分散台帳（ブロックチェーン）での実装が有望視されている。いわゆる「デジタルマネー類似型ステーブルコイン」は1号電子決済手段として社会実装されることが想定されている。